# Lawrence La Fountain-Stokes
Lawrence La Fountain-Stokes, meglio conosciuto come Larry La Fountain (San Juan, 10 aprile 1968), è uno scrittore e attore portoricano.
Ha vinto numerosi premi, alcuni letterari, ed altri per il suo lavoro con gli studenti ispanici e latino-americani e LGBT (lesbiche, gay, bisessuali e transgender) negli Stati Uniti.

## Biografia
La Fountain-Stokes è nato e cresciuto a San Juan, Portorico, specificamente nel quartiere di Miramar, a Santurce, un quartiere tradizionale situato in una zona centrale dell'area metropolitana. È stato adottato alla nascita da Donald e Ramona La Fountain, ed è il fratello della giornalista Michele La Fountain di ESPN. Ha scritto sulle sue esperienze d'infanzia in un saggio intitolato "Los nenes con los nenes y las nenas con las nenas" [I ragazzi con i ragazzi e le ragazze con le ragazze], dove descrive la sua casa come bilingue e biculturale. Il suo saggio "Queer Diasporas, Boricua Lives: una meditazione su sex-esilio" discute anche alcune di queste esperienze precoci.
La Fountain-Stokes ricevette tutta la sua istruzione primaria e secondaria all'Academia del Perpetuo Socorro, una scuola bilingue tenuta dalle Suore Scolastiche di Nostra Signora. Prese la maturità al liceo nel 1986, e seguì i suoi studi all'Università di Harvard a Cambridge, in Massachusetts, dove ricevette il "Bachelor Degree" in Studi Ispanici nel 1991. Mentre era all'università, La Fountain-Stokes trascorse un anno e mezzo di studi presso l'Universidade de São Paulo, in Brasile. Ottenne i titoli di "Master" (M.A.) e di Dottorato di Ricerca (Doctor of Philosophy) in lingua spagnola presso la "Columbia University" di New York.
La Fountain-Stokes iniziò la sua carriera come professore universitario all'Università statale dell'Ohio (1998-1999) e poi insegnò alla Rutgers, l'Università Statale del New Jersey per quattro anni (1999-2003). Dal 2003, insegna studi dei "latinos" negli Stati Uniti, studi americani, e studi ispanici presso l'Università del Michigan, fra cui i corsi di cultura queer dei Caraibi ispanici, gli studi LGBT e letteratura, teatro, "performance" e cinema "latino". È stato promosso a professore associato nel 2009. Le sue interviste in spagnolo con famosi artisti, giornalisti e studiosi "latinos" come il romanziere e cantante uruguayano Dani Umpi e il giornalista Sam Quiñones che lavora a Los Angeles Times appaiono sul canale "Università del Michigan in spagnolo" su YouTube e su iTunes U. Attualmente risiede ad Ann Arbor, in Michigan.

## Opere accademiche
La ricerca accademica di La Fountain-Stokes si è concentrata principalmente sulla cultura queer portoricana. Il suo libro Queer Ricans:  Cultura e Sessualità nella Diaspora (University of Minnesota Press, 2009) discute l'emigrazione portoricana LGBT da una prospettiva di studi culturali, con capitoli su Luis Rafael Sánchez, Manuel Ramos Otero, Luz María Umpierre, Frances Negron-Muntaner, Rose Troche, Erika Lopez, Arthur Aviles, ed Elizabeth Marrero. Queer Ricans è basato sulla sua tesi di dottorato (PhD), che ha scritto sotto la supervisione della professoressa femminista inglese, Jean Franco. L'autore ha ricevuto un finanziamento per questo progetto nel 1997 dalla "Social Science Research Council International Migration Program".
Il suo libro Translocas: Trans Diasporic Puerto Rican Drag (University of Michigan Press, 2021) discute la cultura delle "drag queen" ed artisti transgenere portoricani, con capitoli su Sylvia Rivera, Holly Woodlawn, Freddie Mercado, Jorge Merced, Nina Flowers, Monica Beverly Hillz, Javier Cardona, Lady Catiria, Erika Lopez, Barbra Herr, e Kevin Fret.
La Fountain-Stokes ha pubblicato articoli accademici in riviste come la CENTRO Journal, Revista Iberoamericana, e GLQ: Rivista di Studi lesbiche e gay, tra cui il suo saggio sui suoi viaggi a Cuba, "De un pájaro las dos alas", la cui prima pubblicazione è stata in GLQ nel 2002 e fu ristampata nell'Our Caribbean: A Gathering of Lesbian and Gay Writing from the Antilles, a cura dello scrittore giamaicano-americano gay Thomas Glave. La Fountain-Stokes descrive quest'articolo come una "narrativa romanzata, sperimentale o autoetnografica basata sulle [sue esperienze di viaggio] come critico teatrale portoricano gay ed ex studente laureato."
La Fountain-Stokes pubblica spesso brevi articoli sui giornali in spagnolo, in particolare su En Rojo, il supplemento culturale del settimanale portoricano Claridad. Questi includono recensioni teatrali e letterarie e saggi sulla cultura popolare, come ad esempio quella che scrisse sull'ex-poliziotto, ora attore e modello Peter Hance. Questi brevi articoli sono stati raccolti in un volume intitolato Escenas Transcaribeñas: Ensayos sobre teatro, performance y cultura (Isla Negra Editores, 2018). La Fountain-Stokes è anche un oratore e frequenta incontri professionali e campus universitari, nei quali parla del suo lavoro in diversi paesi, tra cui: il Brasile, Cuba, il Messico, il Venezuela e la Spagna. Ha anche partecipato attivamente a numerose organizzazioni professionali, in particolare nella "Modern Language Association", l'Associazione Studi America Latina, l'Associazione Studi Portoricani, e l'Associazione di Studi dei Caraibi, e "The Center for Lesbian and Gay Studies" (CLAGS) della "City University of New York", per le quali ha occupato posizioni di "leadership".

## Opere creative
La Fountain-Stokes è più noto come autore di racconti, ma ha anche pubblicato poesia e ha ricevuto riconoscimenti per le sue opere teatrali. Ha anche recitato specificamente nel 2004, mostrando il suo one-man Abolición del Pato (Abolizione dell'anatra), che ha fatto come parte del Primo Festival Sperimentale Casa Cruz de la Luna a San Germán, Portorico, e poi al Festival "Out Like That" della "Bronx Academy of Arts and Dance". Il Village Voice ha descritto Abolizione dell'anatra come "Non si tratta di Avenue Q" in riferimento all'utilizzo dell'artista di bambole indigene come burattini per parlare dell'omosessualità portoricana.
I racconti di La Fountain-Stokes sono apparsi in una serie di antologie come Bésame Mucho: New Gay Latino Fiction (1999) e Los otros cuerpos: Antología de temática gay, lésbica y queer desde Puerto Rico y su diaspora (2007). Ha anche pubblicato in riviste e siti web come Blithe House Quarterly e Harrington Gay Men's Fiction Quarterly. Il suo primo libro di racconti si chiama Uñas pintadas de azul / Blue Fingernails (Editorial bilingue / Bilingual Press, 2009) è una raccolta di 14 racconti scritti tra gli anni novanta e i primi anni del 2000, alcuni di loro mentre l'autore era ancora iscritto come studente ad un corso di scrittura creativa insegnato dalla scrittrice cilena Diamela Eltit.
La maggior parte delle storie di La Fountain-Stokes si concentrano su personaggi gay portoricani, e talvolta incorporano elementi di fantascienza e di letteratura fantastica ("fantasy"). Lo studioso Enrique Morales-Díaz, ha scritto molto su una di queste storie, "My Name, Multitudinous Mass," descrivendo La Fountain-Stokes come un autore "diasporican".
Le opere teatrali di La Fountain-Stokes comprendono ¡Escándalo! (2003) e Uñas pintadas de azul (2006, una continuazione di un racconto incluso nel suo libro). Entrambe le opere sono state lette pubblicamente come parte del progetto intitolato "Asunción Playwrights Project" e sponsorizzato dal Teatro Pregones nel Bronx, ma nessuno dei due è stato ancora messo in scena.

## Premi
- Harold R. Johnson Diversity Service Award, Ufficio del Provost e Vice Presidente Esecutivo per gli Affari Accademici, dell'Università del Michigan, Ann Arbor, 2009.
- "Premio Circolo" de La Celebración Latina, Università del Michigan, Ann Arbor. (In riconoscimento di straordinario servizio alla comunità universitaria), 2008.
- ALMA (coadiuvante latinos per massimizzare Achievement) Appreciation Award, University of Michigan, Ann Arbor, 2006.
- Premio di laurea Lavanda, Ufficio di affari Lesbiche, Gay, Bisessuali, Transgender, University of Michigan, Ann Arbor, 2006.
- Michigan Campus Compact Faculty/Staff Community Service Learning Award, 2006.
- Woodrow Wilson National Fellowship Foundation Career Enhancement Fellowship for Junior Faculty, 2006.
- Secondo posto, Concorso di Asunción Playwrights Play Project, Teatro Pregones, per la commedia intitolata Uñas pintadas de azul, 2006.
- Fellow, Global Seminar letterature etniche, University of Michigan, Ann Arbor, 2004.
- Terzo posto, Concorso di Asunción Playwrights Play Project, Teatro Pregones, per la opera intitolata ¡Escándalo!, 2003.
- Fellow, Centro per l'analisi critica della cultura contemporanea (CCACC), Rutgers University, New Brunswick, NJ, 2001-2002.
- Social Science Research Council, Programma di migrazione internazionale, Minority Summer Workshop Fellowship, 1997.